# Raffaele Nasi
Raffaele Pietro Angelo Nasi (Vinadio, 20 ottobre 1909 – Cuneo, 8 maggio 1986) è stato un fondista italiano.

## Biografia
Nato nel 1910, a 25 anni partecipò ai Giochi olimpici di Garmisch-Partenkirchen 1936, chiudendo 52º nella 18 km con il tempo di 1h32'12".